# 3267 Glo
3267 Glo è un asteroide areosecante del diametro medio di circa 13,6 km. Scoperto nel 1981, presenta un'orbita caratterizzata da un semiasse maggiore pari a 2,3309012 UA e da un'eccentricità di 0,2953905, inclinata di 23,98283° rispetto all'eclittica.
L'asteroide è dedicato all'astronoma statunitense Eleanor Francis Helin (utilizzando il suo soprannome Glo).